# Pops de Lloret

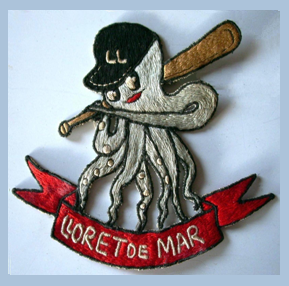
La insignia del Pops de Lloret era un pulpo con un bate de béisbol.

El Pops (de la palabra "pulpo" en catalán) fue un club de béisbol de la villa costera de Lloret de Mar (Gerona) cercana a Barcelona.
En Lloret vivían muchos "indianos" (descendientes de retornados de la Cuba colonial) que conocían muy bien este deporte, ya que en la isla de Cuba se jugaba desde finales del siglo XIX debido a su proximidad a los Estados Unidos. 
El club Pops fue fundado en 1951 por Nasi Brugueras y Alex Colomer de Barcelona, junto con su financiero y presidente Roque Romero Sainz, agente de bolsa nacido en Mendavia, Navarra. Roque Romero, gran promotor del béisbol en España, fue presidente del Pops hasta la desaparición del club y durante un tiempo también presidió la Federación Catalana de Béisbol. 
Este club dio gala de mucha actividad durante la época dorada del béisbol en España, que fue en los años cincuenta y sesenta. Tuvo jugadores de Cuba y Venezuela y equipos juniors. Los jugadores llevaban un uniforme gris claro y gorra negra. El Pops no pudo sobrevivir el inicio de la década de los setenta a causa de la masificación del interés en el fútbol y la consecuente pérdida de interés del gran público en deportes menos extendidos como el béisbol. 
En 1990, dos integrantes del Pops, Nasi Bruguera Calopa y Àlex Colomer Carles, recopilaron la historia del club. De esta recopilación resultó un libro editado por Rafael Salvà y David Soler, un volumen de gran formato, de 296 páginas, profusamente ilustrado. 

## Palmarés
- El Pops club de béisbol fue campeón de Cataluña en 1955.

## Himno
- "Tots som Pops"